# Captain Jack (banda)
Captain Jack é uma dupla musical originária da Alemanha especializada em eurodance.

## Discografia

### Singles
| Ano  | Título                                               | Posições nas paradas musicais | Posições nas paradas musicais | Posições nas paradas musicais | Posições nas paradas musicais | Posições nas paradas musicais | Posições nas paradas musicais | Posições nas paradas musicais | Posições nas paradas musicais | Certificações           | Álbum                  |
| Ano  | Título                                               | GER                           | AUT                           | BEL (FLA)                     | FIN                           | NET                           | NOR                           | SWE                           | SWI                           | Certificações           | Álbum                  |
| ---- | ---------------------------------------------------- | ----------------------------- | ----------------------------- | ----------------------------- | ----------------------------- | ----------------------------- | ----------------------------- | ----------------------------- | ----------------------------- | ----------------------- | ---------------------- |
| 1995 | "Captain Jack"                                       | 3                             | 6                             | 2                             | -                             | 1                             | 5                             | 50                            | 6                             | - NLD: Gold - NOR: Ouro | The Mission            |
| 1996 | "Drill Instructor"                                   | 4                             | 6                             | 2                             | 7                             | 1                             | -                             | 59                            | 13                            |                         | The Mission            |
| 1996 | "Soldier, Soldier"                                   | 11                            | 13                            | 21                            | 6                             | 3                             | -                             | -                             | 12                            |                         | The Mission            |
| 1996 | "Little Boy"                                         | 27                            | 31                            | 46                            | 16                            | 10                            | -                             | -                             | 50                            |                         | The Mission            |
| 1996 | "Another One Bites the Dust" (com Queen Dance Traxx) | 61                            | 33                            | 41                            | 5                             | 14                            | -                             | -                             | -                             |                         | Best Hits and New Song |
| 1997 | "Together And Forever"                               | 56                            | 30                            | 48                            | 9                             | 30                            | -                             | -                             | -                             |                         | Operation Dance        |
| 1999 | "Get Up!" (com Gipsy Kings)                          | 23                            | 27                            | -                             | -                             | 68                            | -                             | -                             | -                             |                         | Operation Dance        |
| 1999 | "Iko Iko"                                            | -                             | 16                            | -                             | -                             | -                             | -                             | -                             | 62                            |                         | Party Warrior          |
| 2002 | "Give It Up"                                         | 61                            | -                             | -                             | -                             | -                             | -                             | -                             | -                             |                         | Party Warrior          |
| 2002 | "Viva La Vida"                                       | 80                            | -                             | -                             | -                             | -                             | -                             | -                             | -                             |                         |                        |
| 2010 | "People Like To Party"                               | 61                            | -                             | -                             | -                             | -                             | -                             | -                             | -                             |                         | Cafe Cubar             |

### Álbuns de estúdio
| Ano  | Detalhes | Posições nas paradas musicais | Posições nas paradas musicais | Posições nas paradas musicais | Posições nas paradas musicais | Posições nas paradas musicais | Posições nas paradas musicais | Posições nas paradas musicais | Certificações                                |
| Ano  | Detalhes | GER                           | AUT                           | BEL (FLA)                     | FIN                           | NET                           | NOR                           | SWI                           | Certificações                                |
| ---- | --- | ----------------------------- | ----------------------------- | ----------------------------- | ----------------------------- | ----------------------------- | ----------------------------- | ----------------------------- | -------------------------------------------- |
| 1996 | The Mission - Lançamento: 25 de março de 1996 - Gravadora: EMI Electrola - Formatos: Cassette, CD,                          | 11                            | 27                            | 48                            | 3                             | 2                             | 8                             | 22                            | - NLD: Platina - FIN: Platina - POL: Platina |
| 1997 | Operation Dance - Lançamento: 26 de março de 1997 - Gravadora: EMI Electrola - Formatos: Cassette, CD,                      | 47                            | 37                            | -                             | 10                            | 21                            | 21                            | -                             | - FIN: Ouro                                  |
| 1999 | The Captain's Revenge - Lançamento: 19 de julho de 1999 - Gravadora: Marlboro - Formatos: Cassette, CD,                     | -                             | -                             | -                             | -                             | -                             | -                             | -                             |                                              |
| 2001 | Top Secret - Lançamento: 8 de outubro de 2001 - Gravadora: E-Park - Formatos: Cassette, CD,                                 | -                             | -                             | -                             | -                             | -                             | -                             | -                             |                                              |
| 2003 | Party Warrior - Lançamento: 24 de fevereiro de 2003 - Gravadora: Akropolis - Formatos: Cassette, CD,                        | -                             | -                             | -                             | -                             | -                             | -                             | -                             |                                              |
| 2003 | Cafe Cubar - Lançamento: 1 de setembro de 2003 - Gravadora: Da Records (DA Music) - Formatos: Cassette, CD,                 | -                             | -                             | -                             | -                             | -                             | -                             | -                             |                                              |
| 2004 | Music Instructor - Lançamento: 1 de novembro de 2004 - Gravadora: Da Records (DA Music) - Formatos: Cassette, CD,           | -                             | -                             | -                             | -                             | -                             | -                             | -                             |                                              |
| 2008 | Music Instructor - Lançamento: 4 de julho de 2008 - Gravadora: Dancestret/Silverstar/Rockup (ZYX) - Formatos: Cassette, CD, | -                             | -                             | -                             | -                             | -                             | -                             | -                             |                                              |
| 2008 | Captain Jack is Back - Lançamento: 21 de novembro de 2008 - Gravadora: A45 - Formatos: Cassette, CD,                        | -                             | -                             | -                             | -                             | -                             | -                             | -                             |                                              |
| 2010 | Best Of Acoustic - Lançamento: 6 de novembro de 2010 - Gravadora: desconhecida - Formatos: CD,                              | -                             | -                             | -                             | -                             | -                             | -                             | -                             |                                              |
| 2010 | Back to the Dancefloor - Lançamento: 2010 - Gravadora: desconhecida - Formatos: CD,                                         | -                             | -                             | -                             | -                             | -                             | -                             | -                             |                                              |